# Chaetodus paulseni
Chaetodus paulseni är en skalbaggsart som beskrevs av Federico Ocampo 2006. Chaetodus paulseni ingår i släktet Chaetodus och familjen Hybosoridae. Inga underarter finns listade i Catalogue of Life.